# Crin-Nicu Bologa
Crin-Nicu Bologa este un jurist român, fost procuror șef al Direcției Naționale Anticorupție în perioada februarie 2020-februarie 2023 Și-a dus până la capăt, printre altele, două mandate de prim-procuror al Parchetului de pe lângă Tribunalul Sălaj (2013-2016, 2016-2019), începându-și activitatea ca procuror în 1995, după absolvirea Facultății de Drept din cadrul Universității Babeș-Bolyai din Cluj-Napoca.
Pe 14 martie 2023 Crin Bologa a fost eliberat din funcția de procuror ca urmare a pensionării.